# 14007 Fiamingo
14007 Fiamingo è un asteroide della fascia principale. Scoperto nel 1993, presenta un'orbita caratterizzata da un semiasse maggiore pari a 2,586108 UA e da un'eccentricità di 0,198094, inclinata di 3,604494ª rispetto all'eclittica. Ha un diametro di 5,198 km e un'albedo di 0,313.